# Національна політика Директорії УНР
Національна політика Директорії УНР (1919—1920) — політика, спрямована на забезпечення рівних конституційних прав та свобод усім громадянам, незалежно від раси, національного чи етнічного походження, перетворення поліетнічності суспільства, його багатокультурності в консолідуючий фактор формування громадянського суспільства, розвиток культурної самобутності українського етносу, всебічний розвиток української культури та мови, створення сприятливих умов для розвитку етнічної, культурної, мовної та релігійної самобутності національних меншин; інтеграція до українського суспільства етнічних груп, які незаконно були депортовані; розширення співпраці зі закордонними українцями; затвердження в міжетнічних відносинах атмосфери толерантності, дружби, взаємної довіри, поваги до мови, культури, традицій етнічних груп; удосконалення правових засад регулювання міжнаціональних відносин.

## Створення та основні напрямки діяльності Директорії УНР
В умовах кризи гетьманського режиму в Україні активізувалися політичні партії, які виступали за відновлення УНР. Внаслідок такої активності, в серпні 1918 року в Києві було створено український національний союз (УНС), головою якого було обрано Винниченка, який став в опозицію до гетьманського режиму.
Наслідки підписання та подальшого анулювання Брестського миру для УНР були як позитивні, так і негативні. Центральна Рада домоглася найголовнішого — визнання Української Народної Республіки незалежною державою та повноправним суб'єктом міжнародних відносин. Відтак було створено Міністерство закордонних справ з відповідною структурою, яке в останні місяці існування Центральної Ради очолював М. Любінський. У Берліні, Відні, Царгороді, Софії та Бухаресті відкрились посольства України з повноважними представниками. З політичної точки зору керівництво УНР в кінцевому результаті зуміло вистояти перед більшовицькою агресією і відновити, хоч і на короткий період, свою владу в країні.

Скоропадського 14 листопада 1918 року опублікувати грамоту про союз України з небільшовицькою Росією. 
«Вони врятували Україну від повної руїни та анархії, — стверджував свого часу відомий політичний діяч, лідер Української держави П. Скоропадський, — і вони були потрібні Україні доти, доки вона не привчиться стояти на своїх власних ногах».
 Причинами цього стали: Громадянська війна в Росії, політика Антанти, складна внутрішньополітична ситуація в Україні.
Після того, як гетьман Павло Скоропадський 14 листопада створив новий уряд, який включав російських монархістів. Директорія УНР була створена 14 листопада 1918 року після відставки Гетьмана Павла Скоропадського. Причиною створення Директорії стала необхідність створення нового уряду, який міг би вести боротьбу за незалежність України. Згідно з Універсалом УНР від 20 листопада 1917 року, Україна оголошувалась державою, але до створення Директорії не було органу, який би фактично керував державою. Директорія УНР в своєму зверненні до українського народу закликала до повстання проти гетьмана, вважаючи його уряд неправомочним. Подібний виклик прийшов і від Симона Петлюри, який виїхав до міста Біла Церква, де очолив війська Директорії, зокрема Січових стрільців, що налічували 3 тисячі вояків.
Створення Директорії УНР відбулося в ніч на 14 грудня 1918 року на засіданні УНС для керівництва, після того, як Українська Центральна Рада (УЦР) оголосила про створення незалежної Української Народної Республіки. Директорія мала завдання забезпечити внутрішню та зовнішню політику УНР, забезпечити виживання і становлення держави в умовах громадянської війни та загострення етнічних конфліктів на території УНР. Михайло Страхів у своїй книзі «Директорія УНР: історія створення та діяльності» він докладно описує склад Директорії на різних етапах її існування. Наприклад, на початку 1919 року вона складалася з 7 членів: Симона Петлюри, Василя Єфремова, Михайла Євтушенка, Євгена Маланюка, Степана Чарнецького, В'ячеслава Липинського та Івана Ткаченка. У наступний період, з липня 1919 року, вона розширилася до 11 членів, зокрема з входженням Євгена Петрушевича, Володимира Винниченка, Дмитра Дорошенка та інших. Страхів звертає увагу на те, що склад Директорії змінювався залежно від політичної та військової ситуації в країні, але незмінним було те, що це були люди з великим досвідом управління та військових дій, які мали вагому роль у створенні та розвитку Директорії УНР.
Основні напрямки діяльності Директорії УНР були спрямовані на встановлення державного ладу, забезпечення національної безпеки, розвиток економіки, організацію культурно-освітньої роботи та встановлення дипломатичних відносин з іншими країнами.
Одним з ключових напрямків діяльності Директорії УНР була національна політика, спрямована на забезпечення національних прав та інтересів українського народу. Директорія прийняла ряд заходів для зміцнення національної свідомості. Зокрема, було видано декрети про відновлення української національної армії, про заборону російської мови в офіційному спілкуванні, про проведення національної реформи освіти та інші. Директорія УНР (Українська Народна Республіка) у період з 1918 до 1920 років займала важливе місце в історії України. Вона була урядовою структурою, яка встановила незалежність та проводила національну політику в складному історичному контексті. Відтоді Директорія розпочала свою діяльність як державний орган, який відстоював інтереси українського народу на міжнародній арені та встановлював власні закони та політику в межах УНР.
Однак, діяльність Директорії УНР була ускладнена внутрішніми та зовнішніми викликами. Вона мала обмежені ресурси, стикалася з політичними опозиційними силами, воєнними загрозами з боку інших держав та зовнішнім втручанням. Незважаючи на ці виклики, Директорія УНР продовжувала працювати на реалізацію своїх цілей, захищати незалежність та права українського народу.
Директорія УНР мала свої недоліки та контроверсії, які стали предметом обговорення серед істориків та дослідників. Деякі критики вказують на внутрішні конфлікти, нездатність забезпечити стабільність та єдність в країні.
Михайло Страхів у своїй книзі «Україна в добу Директорії УНР» звернув увагу на ряд недоліків та проблем, які існували в період Директорії УНР. Деякі з них можуть бути такими: Політична нестабільність — У цей період Україна переживала політичну та соціальну нестабільність, а також військові конфлікти з більшовиками та польськими військами. Це призводило до загострення ситуації та ускладнювало роботу уряду.
Економічні проблеми — На тлі військових конфліктів та загальної нестабільності економіка країни страждала. Недостатній рівень розвитку промисловості та сільського господарства призводив до зниження виробництва та погіршення життєвого рівня населення.
Незадовільний стан армії — Українська армія була слабкою та недостатньо підготовленою. Не вистачало кваліфікованих кадрів, бойової техніки та зброї.
Невирішені питання національної політики. Уряд Директорії УНР не встиг знайти ефективні рішення щодо національної політики. Це призводило до протистояння між різними національними групами в Україні.
Невдалий реформаторський курс — Уряд Директорії УНР був спрямований на проведення реформ, але багато з них були невдалими або не були доведені до кінця. Наприклад, була незадовільною реформа землі, яка не змогла вирішити проблему земельної власності.

### Основні напрямки діяльності Директорії УНР
1. Забезпечення незалежності УНР: Одним з основних завдань Директорії УНР було встановлення та забезпечення незалежності Української Народної Республіки. Вона визначала структуру влади, гарантувала права та свободи громадян, встановлювала незалежність УНР як суверенної держави. Були відкриті посольства та консульства УНР за кордоном. Директорія створила Військо УНР, регулярну армію, яка мала захищати незалежність країни від зовнішніх загроз. Армія УНР вела бої з різними ворогами, зокрема з військами Червоної Армії та арміями змінних урядів на території колишньої Російської імперії.
2. Забезпечення національного самовизначення: Директорія УНР прагнула забезпечити національне самовизначення українського народу, включаючи проведення всеукраїнських виборів та встановлення національного права на визначення свого політичного майбутнього. Однак, зовнішні виклики, внутрішні суперечності та політичні обставини складали великі труднощі на шляху до досягнення цієї мети.
3. Директорія намагалася розвивати українську культуру, мову та освіту. Були впроваджені заходи для підтримки української мови як державної мови, зокрема в освітніх закладах та урядових установах. Забезпечення можливостей для розвитку національної науки, освіти та культури було спрямовано на підтримку національного самовизначення, формування національної свідомості та зміцнення національної ідентичності українського народу.
Однак, на шляху до забезпечення національного самовизначення УНР стали великі виклики. Зокрема, зовнішні впливи були непростими, зокрема з боку Російської Імперії, Польщіта Чехословаччини, які намагалися втрутитися у внутрішні справи УНР та підірвати її незалежність.
Незважаючи на труднощі, Директорія УНР робила спроби забезпечити національне самовизначення українського народу.
4. Боротьба за територіальну цілісність УНР: Директорія УНР вела боротьбу за збереження та розширення територіальних меж УНР, зокрема з метою включення до складу Української Народної Республіки Західної України та захоплення Києва.
Усі ці заходи були спрямовані на забезпечення національного самовизначення українського народу, але через ряд обставин, таких як зовнішні впливи, внутрішні суперечності.
Одним з найбільших випробувань для територіальної цілісності УНР був Польсько-український конфлікт, відомий як Польсько-українська війна (1918—1919). Польща намагалася відновити своє впливове становище в західноукраїнських землях, захоплюючи значну частину території УНР, включаючи міста Львів, Станіславів (сучасний Івано-Франківськ) та інші. Це створило серйозні загрози для територіальної цілісності УНР. Незважаючи на труднощі, Директорія забезпечувала оборону УНР і робила спроби відновити контроль над втраченими територіями. Зокрема, Не дивлячись на зусилля Директорії, Польща змогла захопити значну частину західноукраїнських земель, включаючи Львів. Держава була відділена на різні адміністративні одиниці та втратила значну частину своєї території.
Однак, Директорія не зупинилася і продовжувала боротьбу за територіальну цілісність УНР. Зокрема, були здійснені спроби провести перемовини з Польщею та іншими сусідніми країнами з метою вирішення територіальних питань. Крім того, Директорія проводила дипломатичну роботу серед української діаспори за кордоном, намагаючись отримати підтримку у відстоюванні територіальних прав УНР. На жаль, внутрішні розбіжності, політичні та економічні труднощі, а також зовнішні загрози призвели до того, що УНР не змогла забезпечити повну територіальну цілісність.
5. Формування військових сил: Директорія УНР намагалася створити та утримувати військові сили для захисту незалежності УНР та виконання своїх політичних цілей.
6. Економічні реформи: Директорія УНР проводила економічні реформи з метою забезпечення економічної стабільності та розвитку УНР. Вона впроваджувала заходи з реформування банківської системи, промисловості, сільського господарства та торгівлі.
Директорія УНР, яка прийшла до влади в 1918 році, стикнулася з важкими економічними проблемами в країні. Україна зазнала значних збитків унаслідок Першої світової війни, наслідків революції та громадянської війни. Було необхідно провести серію економічних реформ для відновлення національної економіки, зміцнення держави та забезпечення економічної стабільності.
Однією з перших справ Директорії було впровадження нової грошової системи та банківської реформи. УНР впровадила нову валюту — карбованець, який замінює стару гривню та карбованці, що використовувалися протягом періоду війни та революції. Було створено спеціальний орган — Державний комітет по виробництву та промисловості, який координував діяльність промислових підприємств та проводив реформи в енергетиці, транспорті та інших галузях.
Для забезпечення економічної стабільності, УНР зверталася до інших країн з проханням про надання фінансової допомоги та технічної підтримки. УНР також залучала іноземних експертів, які надавали консультації щодо розвитку економіки. Однак, економічна ситуація в країні виявилася дуже складною через багатофакторні виклики, зокрема військові дії, втрату важливих виробничих регіонів та транспортних шляхів, економічні блокади та санкції з боку інших держав, а також внутрішні незгоди та нестабільність.

### Реформи, спрямовані на відновлення національної економіки
- Відновлення аграрного сектору: Директорія забезпечувала підтримку сільського господарства, зокрема шляхом забезпечення кредитів селянам впровадження нових технологій в сільському господарстві та заохочення експорту сільськогосподарської продукції.
- Розвиток промисловості: УНР намагалася розвивати внутрішню промисловість, залучати іноземні інвестиції та технічну допомогу, відновлювати втрачені.
- Реформи в енергетиці та транспорті: УНР намагалася забезпечити енергетичну незалежність країни, відновлюючи енергетичну інфраструктуру та розвиваючи внутрішні джерела енергії. Також були проведені реформи в транспортному секторі, зокрема розвиток залізниць та водного транспорту.
- Сприяння зовнішньоекономічним відносинам: Директорія докладала зусиль для розвитку зовнішньої торгівлі та встановлення дипломатичних відносин з іншими країнами. Були укладені торговельні угоди з країнами Європи та Америки, відкрито консульства та посольства УНР за кордоном, що сприяло розширенню зовнішнього економічного співпраці.
- Соціальні реформи: Директорія також здійснювала соціальні реформи, такі як реформи в освіті, охороні здоров'я, соціальному захисті населення. Були запроваджені заходи для покращення умов життя населення, підтримки малозабезпечених верств населення, розвитку культури та освіти.

Хоча діяльність Директорії забезпечення економічної стабільності та розвитку економіки УНР була активною, вона зіткнулася з численними викликами та труднощами. Економіка УНР була важко пошкоджена від війни та політичної нестабільності, а також браку ресурсів та фінансів. Директорія докладала великих зусиль для вирішення цих проблем, але економічні реформи не завжди вдається реалізувати повністю через внутрішні й зовнішні обставини.
Діяльність Директорії проходила в умовах воєнного конфлікту, зокрема з більшовиками та польською армією, що внесло додаткові труднощі в економічний розвиток УНР. Були проведені військові операції, що вимагали великих витрат на оборону та військову підтримку. Крім того, відсутність стабільної територіальної цілісності УНР, постійні втрати територій та нестабільність політичної ситуації також вплинули на можливість впровадження економічних реформ. Після розпаду Директорії в 1920 році та розділу УНР між Польщею, Румунією та СРСР, економіка УНР була розірвана на частини, що ускладнило подальший розвиток країни.
У підсумку, діяльність Директорії забезпечення економічної стабільності та розвитку економіки УНР в період 1918—1920 років була важким завданням, зустрічала численні труднощі та обмеження через внутрішні й зовнішні фактори. Одним з основних напрямків діяльності Директорії було встановлення контролю над територією УНР, яка в той час була під владою різних іноземних держав та внутрішніх фракцій. Директорія проводила дипломатичну діяльність, спрямовану на визнання незалежності УНР та встановлення зовнішніх зв'язків з іншими країнами. Ще одним важливим напрямом діяльності Директорії було впровадження реформ в різних сферах життя країни. Було розпочато реформи в галузі освіти, культури, економіки, армії та інших сферах. Однак, через внутрішні труднощі, не були реалізовані в повній мірі. Аналізуючи діяльність Директорії, можна зазначити, що вона виконала важливу роль в боротьбі за незалежність України в складних політичних та економічних умовах того часу. Однак, внутрішні конфлікти, зовнішні труднощі та економічні проблеми стали перешкодами на шляху до досягнення повної незалежності та сталого розвитку країни. Її зусилля були спрямовані на визнання та зміцнення незалежності УНР в складних умовах того часу. Проте, виклики та перешкоди, з якими стикається Директорія, вплинули на її діяльність та результати. Директорія УНР мала вагому роль у процесі створення та розвитку Української Народної Республіки.

## Формування нормативно-правової бази національної політики Директорії УНР
Для забезпечення національної політики Директорії УНР була сформована відповідна нормативно-правова база. В цей період було прийнято ряд законів, постанов та рішень, які регулювали питання національних меншин на території УНР. Наприклад: Закон «Про культурну автономію національних меншин». Він був прийнятий 31 грудня 1918 року та передбачав надання національним меншинам права на культурну автономію. Зокрема, національні меншини мали право на власні школи, культурні заклади та друковані видання. Закон «Про національні меншини в Україні». Цей закон був прийнятий 15 липня 1919 року та містив положення про дотримання прав національних меншин в Україні. Він гарантував національним меншинам право на мову, релігію, культуру та традиції. Закон «Про громадську організацію національних меншин». Цей закон був прийнятий 1 вересня 1919 року та передбачав можливість створення громадських організацій національних меншин. Такі організації мали за мету захист прав та інтересів національних меншин.
Зокрема, Директорія УНР прийняла закони про національні меншини в яких визнавалося право національних меншин на вільний розвиток своєї культури, мови, релігії та традицій. Були створені державні органи, відповідальні за реалізацію політики у сфері національної культури та освіти.
Законодавство, прийняте Директорією УНР, також передбачало заходи щодо захисту прав та інтересів національних меншин в громадському житті, у сфері праці, освіти та релігії. Були прийняті закони, що гарантували національну рівність, допомагали забезпечити рівні можливості для всіх громадян УНР, незалежно від національності.
Розглядаючи більш детально формування нормативно-правової бази національної політики, доречно буде розглянути наступні моменти. За авторефератом дисертації Василя Яблонського «Національна політика Директорії УНР (1919—1920). Директорія УНР: формування засад української державності в 1918—1920 рр.», можна зробити наступні висновки про національну політику Директорії УНР у період з 1919 по 1920 рік: Директорія УНР намагалася створити демократичну державу, у якій гарантувалися права всіх національних меншин [14, c.20]. Директорія УНР визнавала рівність усіх національностей перед законом і гарантувала розвиток культури та мови кожної національності. У відносинах з національними меншинами, зокрема з євреями, були проблеми, пов'язані з відсутністю їхнього представництва в Директорії УНР та певними обмеженнями у правах.
Українська державність, створена Директорією УНР, не мала достатньої підтримки з боку міжнародної спільноти та інших держав, що ускладнювало національну політику. Національна політика Директорії УНР у період з 1919 по 1920 рік мала свої позитивні сторони, але також і недоліки та проблеми, що були пов'язані з політичною та економічною нестабільністю країни.
Після падіння гетьманату, Директорія активно проводила внутрішню, зовнішню та соціально-економічну політику. В період 23-28 січня 1918 року в Києві проходив Трудовий конгрес, який передав владу Директорії. Як і було обіцяно, ще до Трудового конгресу, Директорія УНР виконувала свою законотворчу функцію, незважаючи на виклики того часу. Вона прийняла ряд законів, які сприяли національно-державному будівництву в Українській Народній Республіці. Зокрема, у січні було прийнято закон про українську мову, який зробив її обов'язковою для вжитку в армії, урядових установах та академічних закладах. Це свідчить про визначний курс Директорії на зміцнення української мови та національної свідомості в Українській Народній Республіці.
З урахуванням того, що земля була основним питанням для українського селянства в період повстання проти гетьманського режиму, уряд та Директорія УНР зосередилися на аграрній проблемі вже з самого початку своєї діяльності. Проект земельного закону був обговорюваний в уряді і, нарешті, був затверджений 8 січня з численними уточненнями та поправками, які в кінцевому варіанті відрізняли його від земельного законодавства Центральної Ради. Цей закон, який був заснований на принципі соціалізації землі, запозиченому в радянської Росії, викликав різні реакції з боку селянства, і став однією з причин падіння Української Центральної Ради навесні 1918 року. Головна мета цього закону полягала в тому, щоб стимулювати селян до вступу в армію, оскільки після перемоги Директорії багато селян масово залишали війська Республіканської армії та поверталися додому. Після закінчення війни уряд обіцяв надати кожному козаку неповерненну допомогу в розмірі 2 тисяч гривень, а також ще 2 тисячі гривень у вигляді позики.
Резолюції про владу, запропонованої Українською Соціалістично-Демократичною Робітничою Партією (УСДРП) як проект тимчасової конституції. Конгрес висловив свій протест проти «організації робітничої диктатури» та підтримав «демократичний лад в Україні». Метою цього закону було підготувати законодавство для майбутніх виборів Всенародного парламенту Великої Соборної Української Республіки. Документ також оголошував про тимчасове припинення діяльності ТКУ внаслідок наступу радянських військ на Київ та утворення комісій з депутатів для підготовки законопроектів.
Після Трудового конгресу рішення, прийняті на ньому, не встановили остаточного політичного курсу Української Народної Республіки (УНР) і не сприяли об'єднанню політичних сил. В той же день, коли був оприлюднений підсумковий документ конгресу, відбулась конференція Української Партії Соціалістів-Революціонерів (УПСР), що представляла центральну течію. Незважаючи на рішення Трудового конгресу, керівництво УПСР визнало, що українська революція розвинулася з національно-політичної в соціальну революцію, тому вирішило боротися за радянську форму влади в Україні. Вони підтримали угоду з лівою течією та утворення єдиного партійного центру, що означало перехід УПСР, що представляла селянську спілку та українське селянство, в опозицію до Директорії. Це призвело до втрати сенсу дії уряду, в якому були представлені різні політичні сили, що не змогли знайти спільну мову.
Окремої уваги заслуговують рішення які регулювали питання національних меншин. Питання національних меншин були важливим аспектом діяльності Директорії, і вона прийняла ряд рішень, що стосуються регулювання прав та статусу національних меншин на території України.

### Основні рішення, що стосуються національних меншин в діяльності Директорії
1. Призначення національних меншин в урядові посади: У травні 1919 року було прийнято «Декрет про національні меншини», який передбачав участь представників національних меншин в урядових і самоврядних органах влади. Для забезпечення цього декрету було створено спеціальну комісію, яка займалася відбором і призначенням представників національних меншин на посади в уряді та місцевих органах влади. Згідно з декретом, національні меншини повинні були мати не менше 25 % представництва в урядових органах, а також у судах, прокуратурі та інших органах влади. Призначення національних меншин на посади в уряді було також забезпечено в законі «Про утворення національних комісаріатів». Згідно з цим законом, національні комісаріати повинні були створюватися для кожної національної меншини в Україні, яка має більш як 10 000 чоловік населення, і представниками цих комісаріатів повинні були бути призначені на відповідні посади в уряді. Зокрема, в 1919 році Михайло Михайлович Хвильовий, представник єврейської громади, був призначений заступником Міністра просвіти уряду УНР. Також в уряді УНР служив представник поляків Ігнатій Падеревський, який очолював Міністерство закордонних справ, а також був міністром фанінсів та економіки.
2. Уряд УНР також мав представників німецької та румунської меншин, які займали посади у різних міністерствах.
3. Заборона етнічної дискримінації: Директорія прийняла ряд заходів для боротьби з етнічною дискримінацією та насильством щодо національних меншин. Були введені законодавчі заходи, спрямовані на запобігання національної ворожнечі та розгортання націоналістичної пропаганди.
4. Утворення національних культурних та освітніх установ: Директорія підтримувала створення національних культурних та освітніх установ для забезпечення розвитку культури, мови та освіти національних меншин. Було відкрито школи, видано підручники та літературні твори на мовах національних меншин, а також створено культурні центри для підтримки національних культур. Уряд УНР створив Міністерство освіти та науки, яке відповідало за розвиток української освіти та науки. В рамках цього Міністерства були створені різноманітні національні та культурні установи. Наприклад, уряд УНР створив Українську наукову раду, яка займалась організацією наукових досліджень в різних галузях знань. Український науковий інститут з історії української культури було створено з метою вивчення історії та культури українського народу.
5. Діалог та консультації з національними меншинами: Директорія прагнула вести діалог та консультуватися з представниками національних меншин для вирішення спірних питань та забезпечення їхньої участі в державному управлінні. Зокрема, проводилися зустрічі, консультації та переговори з представниками різних національних меншин з метою досягнення консенсусу та розв'язання проблем.
Ці рішення, прийняті Директорією в період її діяльності з 1918 до 1920 року, ставили за мету забезпечення прав та захисту інтересів національних меншин. Однак, слід відзначити, що в той період були й інші фактори, які вплинули на становище національних меншин в Україні, включаючи складну політичну та соціальну ситуацію в країні, військові конфлікти, економічні труднощі та інші фактори, які вплинули на реалізацію рішень Директорії щодо національних меншин. Деякі з цих рішень можуть бути сприйняті різними способами, залежно від контексту та оцінок різних історичних джерел.

### Нормативно правові акти, спрямовані на регулювання відносин між національними меншинами
Для забезпечення реалізації національної політики, Директорія УНР приймала нормативно-правові акти, які становили основу державного управління та регулювання відносин між різними національними групами на території України. Декілька з них варто відзначити:
1. Одним з найважливіших документів була Конституція УНР, прийнята 29 квітня 1918 року. У ній було закріплено рівні права для всіх громадян, незалежно від національності, а також свободу релігії, культури та мови.
2. Також було прийнято закон «Про національні меншини» від 26 грудня 1919 року, в якому було закріплено права національних меншин на вільне вираження своїх національних та культурних потреб, а також на представництво у державних та громадських установах.
3. У рішенні Директорії УНР «Про національні меншини» від 23 липня 1919 року було закріплено право національних меншин на створення своїх культурно-освітніх установ та організацій, а також на фінансову підтримку з боку держави.
Для кращого розуміння можна проаналізувати книгу «Національні меншини України в політичних процесах XX—XXI століть: стан і проблеми дослідження» автори розглядають національні меншини як важливий елемент суспільства, який потребує захисту та дотримання прав людини. Вони зазначають, що держава повинна забезпечувати рівні права для всіх національних меншин, зокрема, право на власну культуру, мову та традиції.
«Незабаром виявилося, що закони, норми, підходи, використовувані в справах національних меншин, стали мінливими, залежно від того, які політики приходили до влади, та наскільки вони сприймали потреби меншин.»
 Ця цитата стверджує, що закони та підходи щодо національних меншин в Україні були недостатньо стабільними. Вони залежали від політичної влади та підходу до потреб меншин. Це може бути проблемою для меншин, які потребують стабільної правової та політичної підтримки.
«Правове регулювання діяльності національних меншин в Україні відбувається на основі законів України, регіональних нормативних актів та спеціальних нормативних актів про національні меншини.»
 Ця цитата стверджує, що правове регулювання діяльності національних меншин в Україні ґрунтується на законах, регіональних нормативних актах та спеціальних нормативних актах про національні меншини. Це означає, що існує певна правова база для захисту прав національних меншин в Україні.
«Національні меншини стають предметом різноманітних політичних інтересів, які можуть відрізнятися від потреб національних меншин самостійно.»
 Ця цитата стверджує, що інтереси національних меншин можуть не збігатися з політичними інтересами певних партій чи політичних груп. Це може призвести до того, що права національних меншин не будуть враховані в повному обсязі в політичних процесах.
На підставі цитат з книги «Національні меншини України в політичних процесах XX—XXI століть: стан і проблеми дослідження» можна зробити висновок про складність політичної та соціокультурної ситуації щодо меншин в Україні, про проблеми та виклики, з якими стикається держава та суспільство в контексті забезпечення прав та інтересів меншин.
Відзначається, що відсутність визнання та захисту прав меншин, включаючи мовні та культурні права, може призвести до посилення конфліктів і недовіри між державою та меншинами. В той же час, зауважується, що згуртованість та активізація меншин можуть сприяти розвитку демократії та підвищенню рівня соціального діалогу в суспільстві.

## Втілення національної політики Директорії УНР
Втілення національної політики Директорії УНР здійснювалося через створення відповідних державних структур, які займаються реалізацією національної політики на практичному рівні.
Зокрема, у своїй книзі «Директорія УНР: історія державотворення» Володимир Сергієнко досліджує національну політику Директорії УНР та її втілення на різних етапах історії УНР. Він акцентує увагу на ролі національної свідомості у формуванні державотворчого процесу та створенні державної системи. За словами Сергієнка, національна політика Директорії УНР була спрямована на захист і розвиток української національної ідеї, збереження національної культури та мови, а також на реалізацію державних інтересів. Для досягнення цих цілей були створені відповідні міністерства та установлені відповідні законодавчі акти. Також Сергієнко звертає увагу на те, що національна політика Директорії УНР була складною та амбівалентною.
Директорія УНР у 1919—1920 роках створила кілька нових державних органів, які були необхідні для забезпечення роботи уряду та здійснення державної влади. Деякі з цих органів були створені ще в 1918 році, але отримали повний розвиток у 1919—1920 роках. Такі як: Міністерство закордонних справ — було створене в липні 1918 року, але відновлено у вересні 1919 року з метою забезпечення зовнішньополітичної діяльності УНР.
Міністерство оборони — створене у липні 1918 року, перебувало під керівництвом Симона Петлюри, було відновлене у червні 1919 року. Міністерство оборони контролювало діяльність армії УНР та здійснювало дії з мобілізації та поповнення її складу. Міністерство народної освіти — створене у серпні 1918 року, але отримало повний розвиток у 1919—1920 роках. Міністерство здійснювало керівництво освітою та культурою в УНР.
Міністерство труду — було створене в січні 1919 року з метою забезпечення соціального захисту робітників та контролю за виробництвом в країні.
Міністерство здоров'я — створене у вересні 1919 року, займалося організацією медичної допомоги та пропагандою здорового способу життя серед населення. Міністерство землеробства та продовольства — створене у листопаді 1919 року, мало на меті розвиток сільського господарства.
У книзі «Директорія Української Народної Республіки: історія державності, управління, культура» автор О. Мартинюк присвятив окремий розділ міністерствам Директорії УНР. За словами Мартинюка, міністерства Директорії були створені для забезпечення реалізації національної політики УНР в різних сферах життя. Кожен міністерство було відповідальне за певний напрямок роботи держави. Наприклад, Міністерство освіти забезпечувало функціонування освітньої системи в УНР, Міністерство праці та соціального забезпечення здійснювало соціальну політику держави, Міністерство внутрішніх справ забезпечувало правопорядок тощо.
У своїй роботі Мартинюк детально описує структуру та функції кожного міністерства, а також наводить конкретні приклади їхньої роботи. Наприклад, Міністерство народної освіти створило нові школи та вищі навчальні заклади, сприяло розвитку науково-дослідної роботи, підтримувало розвиток національної культури. Міністерство землеробства та продовольства займалося розробкою аграрної політики, забезпеченням населення продовольством та розвитком аграрного сектору.
Особлива увага приділяється розвитку української культури та освіти. Було проведено реформу освіти, в результаті якої українська мова стала офіційною мовою в системі освіти на території УНР. Петлюра був переконаний у необхідності реформування освіти в Україні. У своїх творах та листах він декілька разів згадує про це. Однією з таких цитат є: «Освіта є тим засобом, який здатний звільнити наш народ від соціальної нерівності, від залежності та розпусти, а нашу культуру зробити сильною та впливовою в світі».
Також сприяли розвитку національної культури, проводяться заходи з підтримки мистецтва, літератури, музики та інших культурних проявів українського народу. У своїх творах він часто звертав увагу на проблеми культури та її розвитку в умовах Директорії УНР. Наприклад, у своїй книзі «Держава і культура» він писав про важливість розвитку культури в будь-якій державі та про те, що українська культура повинна стати основою формування національної свідомості та ідентичності українського народу. Він також звертав увагу на проблеми збереження та розвитку української мови, літератури та мистецтва. Окрім того, у своїх статтях Кундіус звертав увагу на проблеми організації культурної роботи в умовах Директорії УНР та підкреслював важливість підтримки творчості та розвитку культурних закладів. Він також наголошував на тому, що держава повинна забезпечувати свободу творчості та культурних ініціатив національних меншин, які проживають на території України.
Окремий аспект національної політики Директорії УНР становила релігійна політика. Було забезпечено свободу віросповідання та гарантовано права релігійних співтовариств. Держава не відділилася від церкви, але забезпечувала свободу віросповідання та рівний статус різних релігійних громад. Було проведено роботу з відродження релігійного життя, відновлення діяльності релігійних установ та організацій. Оксана Пакуль у своїй книзі «Національна політика Директорії УНР» також досліджує питання релігії в контексті національної політики УНР. Вона зазначає, що Директорія УНР вважала православ'я головною релігією українського народу, але намагалася забезпечити свободу віросповідання для всіх громадян.
У той же час, зазначає Пакуль, існували суперечності щодо відношення до інших релігійних спільнот, зокрема до греко-католицької церкви. Директорія УНР прагнула залучити греко-католицьких священників до роботи в уряді, але в той же час розпустила Консисторію греко-католицької церкви і позбавила її права збиратися та виносити рішення.
Також Пакуль звертає увагу на важливу роль релігії в культурному житті УНР. Наприклад, уряд УНР фінансував діяльність релігійних видань та культурних установ. Водночас, уряд створив також Комісію з релігійних питань, яка регулювала відносини між релігійними спільнотами та контролювала дотримання свободи віросповідання.
Автор Гошуляк А. у своїй роботі «До питання про національну політику УНР доби Директорії» досліджує втілення національної політики Директорії УНР. Він звертає увагу на те, що Директорія УНР віддавала велику увагу освіті, яка була важливою складовою національної політики.

Одне з його висловлювань про реформу освіти в УНР таке: 
«УНР розглядала освіту як важливий інструмент формування національної свідомості та визнавала її важливість для забезпечення національної ідентичності. Реформування освіти було одним із пріоритетних завдань Директорії УНР, і національна політика в цілому була спрямована на зміцнення української культури та національного самовизначення».
Автор зазначає, що Директорія УНР прагнула зміцнити українську культуру та ідентичність шляхом реформування освіти. Це було одним із пріоритетних завдань національної політики Директорії УНР.
Створення Директорії УНР було результатом революційних подій у 1917—1918 роках, коли в Україні відбувалися важливі зміни в політичному та соціальному житті. Українська Центральна Рада, яка була створена в 1917 році як самостійний орган представництва українського народу, виступила ініціатором створення Директорії УНР — виконавчого органу з управління державними справами.
З творів С. Петлюри, таких як статті, листи та документи, можна взяти розуміння про національну політику Директорії УНР. С. Петлюра, як голова Директорії, був одним із головних архітекторів політики УНР у відношенні до національних меншин, і його твори дають інформацію про його погляди та підходи до цього питання. Зокрема, з цих творів можна дізнатися про те, як Директорія вирішувала питання створення національних та культурних установ, які закони та рішення були прийняті відносно прав та статусу національних меншин, а також про призначення представників меншин на урядові посади.

Петлюра, як політичний діяч, прагнув підтримувати та розвивати українську культуру та національну свідомість серед українського народу. У своїх творах та листах він висловлював ідеї про необхідність зміцнення української мови, культури та традицій, про захист прав українців на їх рідній землі, про співпрацю з іншими національностями на засадах взаємовигідного співіснування. Одна з цитат, яка підтверджує це твердження, знаходиться в листі Петлюри до голови УНР Володимира Винниченка від 22 грудня 1918 року: 
«Мені здається, що національна політика повинна бути першою від усіх інших, адже без національної свободи немає повної свободи взагалі».

## Список джерел та літератрури
- Бойко О. Д. Історія України: Навч. посібник. 3-тє вид.. доп. К.: Академвидав. 2007. С. 333.
- Гошуляк А. До питання про національну політику УНР доби Директорії // Наукові записки [Інституту політичних і етнонаціональних досліджень ім. І. Ф. Кураса]. К.: Інститут політичних і етнонаціональних досліджень ім. І. Ф. Кураса, 1999. Вип. 8. C. 110.
- Дещинський Л. Є., Панюк А. В. Міжнародні відносини України: історія і сучасність Навч. посібник. Львів: Вид-во Нац. ун-ту Львівська політехніка, 2001. С. 152.
- Директорія Української Народної Республіки / О. Й. Щусь // Енциклопедія Сучасної України [Електронний ресурс] / Редкол.: І. М. Дзюба, А. І. Жуковський, М. Г. Железняк [та ін.] ; НАН України, НТШ. К. : Інститут енциклопедичних досліджень НАН України, 2007.
- Закони Директорії УНР про національні меншини // Офіційний вісник Української Народної Республіки. 1918—1919 рр.
- Калініченко, І. (2005). Економічна діяльність Директорії УНР: 1918—1920 рр. Київ: Інститут історії України НАН України.
- Кундіус, Олександр. Директорія УНР: історія держави і культури. Київ: Дух і Літера, 2018. С. 89
- Мироненко О. М. Світоч української державності: Політико-правовий аналіз діяльності Центральної Ради. К., 1995. С. 296.
- Національні меншини України в політичних процесах XX—XXI століть: стан і проблеми дослідження / авт. кол.: Котигоренко В. О. (керівник), Калакура О. Я., Ковач Л. Л., Коцур В. В., Кочан Н. І., Ляшенко О. О., Ніколаєць Ю. О., Новородовський В. В., Панчук М. І. Київ: ІПіЕНД ім. І. Ф. Кураса НАН України, 2020. 624 с.
- Пакуль О. Національна політика Директорії УНР та її вплив на українське суспільство (1918—1920 рр.). Київ: Наукова думка. 2018. С. 38
- Петлюра С. Вибрані твори. К., 1995. С. 102
- Сергієнко, Володимир. Національна політика Директорії УНР. Київ: Видавничий дім Києво-Могилянська академія, 2005. С. 160
- Страхів, Михайло. Україна в добу Директорії УНР. Київ, Видавничий дім Києво-Могилянська академія, 2003.
- Яблонський Василь Миколайович. Національна політика Директорії УНР (1919—1920). Директорія УНР: формування засад української державності в 1918—1920 рр. : автореф. дис… канд. іст. наук. Київський університет імені Тараса Шевченка. К., 1998. 20 с.